# NOD1
پروتئین شمارهٔ ۱ اُلیگومریزاسیون حاوی دومین و متصل‌شونده به نوکلئوتید (انگلیسی: Nucleotide-binding oligomerization domain-containing protein 1) یک گیرندهٔ پروتئینی است که در انسان توسط ژن «NOD1» کد می‌شود. این گیرنده، ملکول‌های باکتری را شناسایی کرده و واکنش ایمنی را تحریک می‌کند.
این پروتئین حاوی «دومین کارد (CARD)» است و یکی از اعضای خانوادهٔ گیرنده شبه NOD و همچنین یکی از گیرنده‌های شناسایی الگو در داخل سلول است.